# Hällaryds skärgård

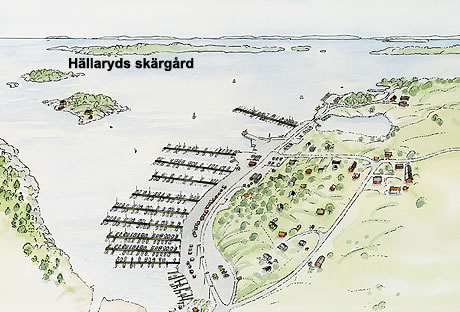
Skärgården sedd från Matvik med Tärnö i fjärran.

Hällaryds skärgård (ibland kallad Karlshamns skärgård) är en skärgård i Karlshamns kommun i Blekinge län. Fastlandshamn är Matvik. Största ön är Tärnö.
På 1920-talet var skärgården hem till över 600 personer, men efter andra världskriget flyttade många därifrån. Nu bor bara ett fåtal familjer här året runt och de flesta hus är sommarbostäder, varpå befolkningen ökar markant under sommarmånaderna.
Under sommaren 1925 fanns i skärgården en landningsbana för sjöflygposten mellan Berlin och Stockholm. En av piloterna var Hermann Göring.
Under sommaren och hösten 2010 installerade några av öarna kommunalt vatten och avlopp.

## Öar

Västra bokö

- Bockö
- Brorsö
- Ekö
- Furö
- Fölsö
- Hallö
- Harö
- Joggesö
- Mulö
- Nastensö
- Styrsö
- Tärnö
- Västra Bokö
- Yttre Ekö
- Östra Bokö